# 뉴 밀리니엄 프로그램
뉴 밀리니엄 프로그램은 NASA의 프로젝트로, 우주 개발보다는 새로운 기술의 시험과 미래의 우주개발을 하는 것을 목표로 한 프로그램이다. 예산은 제 110회 미국의회가 예산 삭감 계획을 발표하며 계획은 공식적으로는 취소되지 않았으나 사실상 취소되었다.

## 임무 유형

### 발사한 우주선
- 딥 스페이스 1호
- 딥 스페이스 2호
- EO-1
- 스페이스 테크놀로지 5호
- 스페이스 테크놀로지 6호
- 스페이스 테크놀로지 7호

### 취소된 우주선
- 딥 스페이스 3호
- 딥 스페이스 4호
- EO-2
- EO-3
- 스페이스 테크놀로지 8호
- 스페이스 테크놀로지 9호